# Michail Marchel'
Michail Michajlavič Marchel' (in bielorusso Міхаіл Міхайлавіч Мархель?, angl. Mikhail Mikhailovich Markhel; Minsk, 14 luglio 1966) è un allenatore di calcio ed ex calciatore bielorusso, di ruolo attaccante.

## Biografia
Anche il fratello Juryj è un ex calciatore.

## Carriera
Da calciatore ha debuttato nella seconda divisione del campionato sovietico di calcio nel 1987 nelle file del Dnjapro Mahilëŭ. Ha poi giocato nella Dinamo Minsk e nel Budućnost, squadra con cui ha disputato il campionato iugoslavo del 1991-1992. Ha militato anche nel Nyíregyháza, in Ungheria, e in patria nelle file di Spartak Vladikavkaz, Torpedo Mosca e Černomorec Novorossijsk. Con la maglia dello Spartak Vladikavkaz ha giocato due partite di Coppa UEFA nel 1993-1994.
Ha giocato 3 partite con la nazionale bielorussa nel 1994.
Da allenatore ha iniziato nelle giovanili della Dinamo Minsk nel 1986. Ha guidato varie squadre bielorusse e, dal 2011, varie selezioni giovanili bielorusse. Dal 2019 siede sulla panchina della nazionale maggiore.